# Ivanas Stapovičius
Ivanas Stapovičius, auch Ivan Stapovič (* 14. Juli 1980 in Vilnius, Litauen) ist ein ehemaliger litauischer Boxer. Er war Teilnehmer der Olympischen Spiele 2000 im Halbfliegengewicht.

## Boxkarriere
Ivanas Stapovičius war während seiner Wettkampfkarriere rund 1,64 m groß, Mitglied im Boxverein Gintarinė Pirštinė und boxte von 1994 bis 2004 im litauischen Nationalteam. Er wurde 1997, 1998, 1999, 2000, 2001 und 2003 Litauischer Meister.
Sein größter Erfolg war der Gewinn des Vize-Europameistertitels im Halbfliegengewicht bei den Europameisterschaften 1998 in Minsk. Er besiegte dabei unter anderem Rafael Lozano und Pál Lakatos, ehe er im Finale gegen Sergei Kasakow unterlag.
Bei den Olympischen Spielen 2000 in Sydney kämpfte er sich gegen Muhamed Kizito und Liborio Romero ins Viertelfinale vor, wo er gegen Kim Un-chol auf Platz 8 ausschied.
Weiters war er Teilnehmer der Europameisterschaften 2002 und 2004, sowie der Weltmeisterschaften 1999, 2001 und 2003.
Ihm gelangen im Laufe seiner Karriere Siege unter anderem gegen Rudolf Dydi, Violito Payla, Daniel Petrow, Georgian Popescu, Rustam Rahimov, Andrzej Rżany und Harry Tañamor.

### Auswahl internationaler Turnierergebnisse
- Oktober 2003: 3. Platz beim Vaclav Prochazka Tournament in Tschechien[11]
- Mai 2003: 1. Platz beim Algirdas Socikas Tournament in Litauen[12]
- April 2003: 3. Platz beim Feliks Stamm Tournament in Polen[13]
- Oktober 2002: 3. Platz beim Feliks Stamm Tournament in Polen[14]
- April 2002: 1. Platz beim Algirdas Socikas Tournament in Litauen[15]
- April 2001: 1. Platz beim Algirdas Socikas Tournament in Litauen[16]
- Februar 2001: 1. Platz beim Bocskai Cup in Ungarn[17]
- März 2000: 1. Platz beim Multi Nations Tournament in England[18]
- April 1999: 3. Platz beim Gee-Bee Tournament in Finnland[19]
- April 1999: 1. Platz beim Kaunas Tournament in Litauen[20]
- März 1998: 1. Platz beim Chemiepokal in Deutschland[21]
- September 1997: 3. Platz beim Feliks Stamm Tournament in Polen[22]